# غابرييل راموس
غابرييل راموس (بالبرتغالية: Gabriel Ramos da Penha‏) هو لاعب كرة قدم برازيلي في مركز الوسط، ولد في 20 مارس 1996 في ريو دي جانيرو في البرازيل. لعب مع توربيدو جودينو ونادي دينامو باتومي ونادي ريغا ونادي كويابا.

## وصلات خارجية
- غابرييل راموس على موقع قاعدة بيانات كرة القدم.إي يو (الإنجليزية)
- غابرييل راموس على موقع Soccerway.com (الإنجليزية)
- غابرييل راموس على موقع عالم كرة القدم.نت (الإنجليزية)